# Linda May Han Oh
Linda May Han Oh (25 d'agost de 1984) és una compositora i baixista de jazz australiana. Actualment treballa com a professora associada al Berklee College of Music i també és membre de l'Institute for Jazz and Gender Justice.

## Biografia
Nascuda a Malàisia, Oh va créixer a Austràlia Occidental. Va començar a tocar el clarinet quan tenia 11 anys i, quan en tenia 13, va començar a tocar el fagot. Com a baixista, va començar a tocar en una banda de l'institut. L'any 2002, va anar a la Western Australian Academy of Performing Arts, on va aprendre a tocar el contrabaix i va estudiar transcripcions de solos de Dave Holland. La seva tesi va tractar els ritmes de la música clàssica índia en els solos de Holland. Després d'obtenir algunes beques, va mudar-se a Nova York l'any 2008. Allà va completar la seva formació a l'Escola de Música de Manhattan amb, entre d'altres, Jay Anderson, John Riley, Phil Markowitz, Dave Liebman i Rodney Jones com a supervisors.
En 2008 va publicar el seu àlbum debut Entry, amb composicions pròpies i una versió de Oztrax de Xarxa Hot Chili Peppers amb el trompetista Ambrose Akinmusire i el bateria Obed Calvaire. Oh també ha participat en àlbums amb el saxofonista alt Jon Irabagon (Outright, 2008), Sarah Bemanning (Løvetann Klokke, 2010), Brian Girley (Tro, 2011) i Art Hirahara (Hygget & Meditasjoner, 2014). En 2012 va editar-se l'àlbum Initial Here, amb el pianista Fabian Almazan, seguit de Sun Pictures (Greenleaf), entre d'altres, amb Ted Poor. A més a més, ha tocat juntament amb Slide Hampton, TS Monk, Nathan Davis, George Kabler, James Morrison, Nasheet Venter, Joel Frahm, Pat Metheny, Steve Wilson i Billy Childs. Actualment, viu al districte d'Harlem, a la ciutat de Nova York.

## Premis i reconeixements
- 2004: Guanyadora del concurs IAJE Sisters in Jazz
- Primer premi a la millor presentació pel seu examen.[7]
- 2006-2008 va ser becària del programa Betty Carter's Jazz Ahead, Banff, programa d'improvisació creativa i Steans Institut.
- 2008: Participant al premi ASCAP Young Jazz Composer
- 2009: Semifinalista del Concurs Internacional de Baix de Jazz Thelonious Monk.[8]
- 2010: Guanyadora del Bell-Prize per a joves músics de jazz australians de l'any.

## Discografia

### Com a instrumentista convidada
- Initial Here (Greenleaf Music, 2012)
- Sun Pictures (Greenleaf Music, 2013)
- Serial (Sessions 2015)
- Walk Against Wind (Biophilia, 2017)
- Aventurine (Biophilia, 2019)

### Com a instrumentista principal
Amb Dave Douglas
- GPS Vol 2: Orange Afternoons (Greenleaf Music, 2011)
- Be Still (Greenleaf Music, 2012)
- DD|50 (Greenleaf Music, 2013)
- Pathways (Greenleaf Music, 2013)
- Time Travel (Greenleaf Music, 2013)
- Brazen Heart (Greenleaf Music, 2015)
- Serial Sessions 2015 (Greenleaf Music, 2016)
- Brazen Heart (Greenleaf Music, 2018)

Amb Art Hirahara
- Libations & Meditations (Posi-Tone, 2015)
- Central Line (Posi-Tone, 2017)
- Sunward Bound (Posi-Tone, 2018)

Amb Jim Snidero
- Stream of Consciousness (Savant, 2013)
- Main Street (Savant, 2015)
- Project-K (Savant, 2020)

Amb altres
- Fabian Almazan, Personalities (Biophilia, 2011)
- Fabian Almazan, This Land Abounds with Life (Biophilia, 2019)
- Quentin Angus, Perception (Aurora Sounds, 2013)
- Thomas Barber, Snow Road (D Clef, 2009)
- David Berkman, Old Friends and New Friends (Palmetto, 2015)
- Anthony Branker, Beauty Within (Origin, 2016)
- Terri Lyne Carrington, The Mosaic Project: Love and Soul (Concord, 2015)
- George Colligan, Ask Me Tomorrow (SteepleChase, 2014)
- George Colligan, More Powerful (Whirlwind, 2017)
- Angela Davis, The Art of the Melody (Nicholas, 2013)
- Michael Dease, Relentless (Posi-Tone, 2014)
- Joe Lovano & Dave Douglas, Sound Prints (Blue Note, 2015)
- Joe Lovano & Dave Douglas, Scandal (Greenleaf Music, 2018)
- Pat Metheny, From This Place (Nonesuch, 2020)
- Tineke Postma, Sonic Halo (Challenge, 2014)
- Kavita Shah, Visions (Naive, 2014)
- Florian Weber, Lucent Waters (ECM, 2018)
- Vijay Iyer, Uneasy (ECM, 2021)